# Collection de peintures du musée Condé

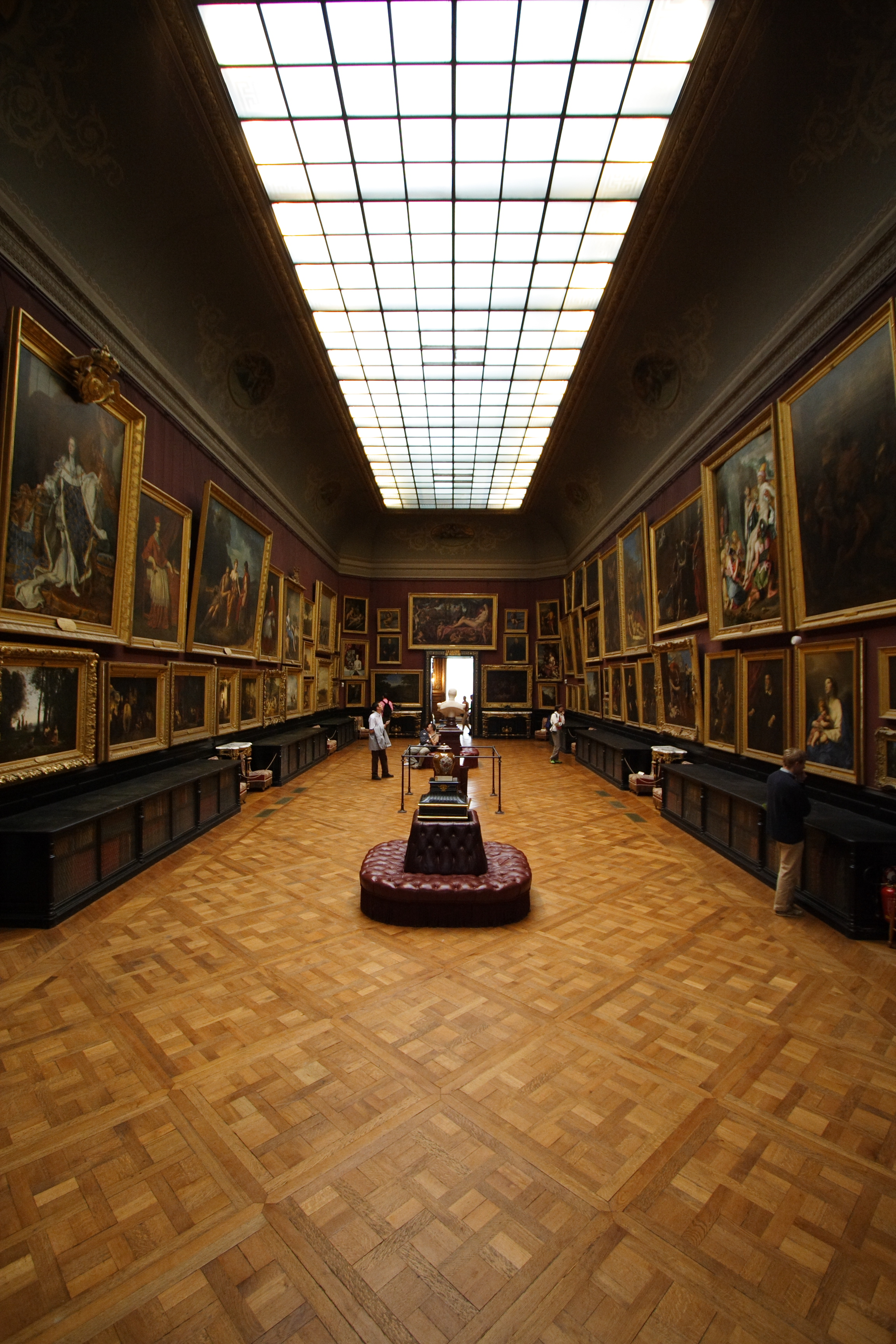
Galerie de peinture du musée Condé

La collection de peinture du musée Condé à Chantilly, comprend 800 peintures datant du XVe siècle au XIXe siècle. Les tableaux sont répartis dans presque toutes les salles selon le goût et les volontés du duc d'Aumale. Ils sont présentés les uns contre les autres et superposés, comme le voulait la mode dans les musées au XIXe siècle. Cette liste présente les principaux tableaux par écoles et par peintres, ordonnés par ordre chronologique.

## École italienne

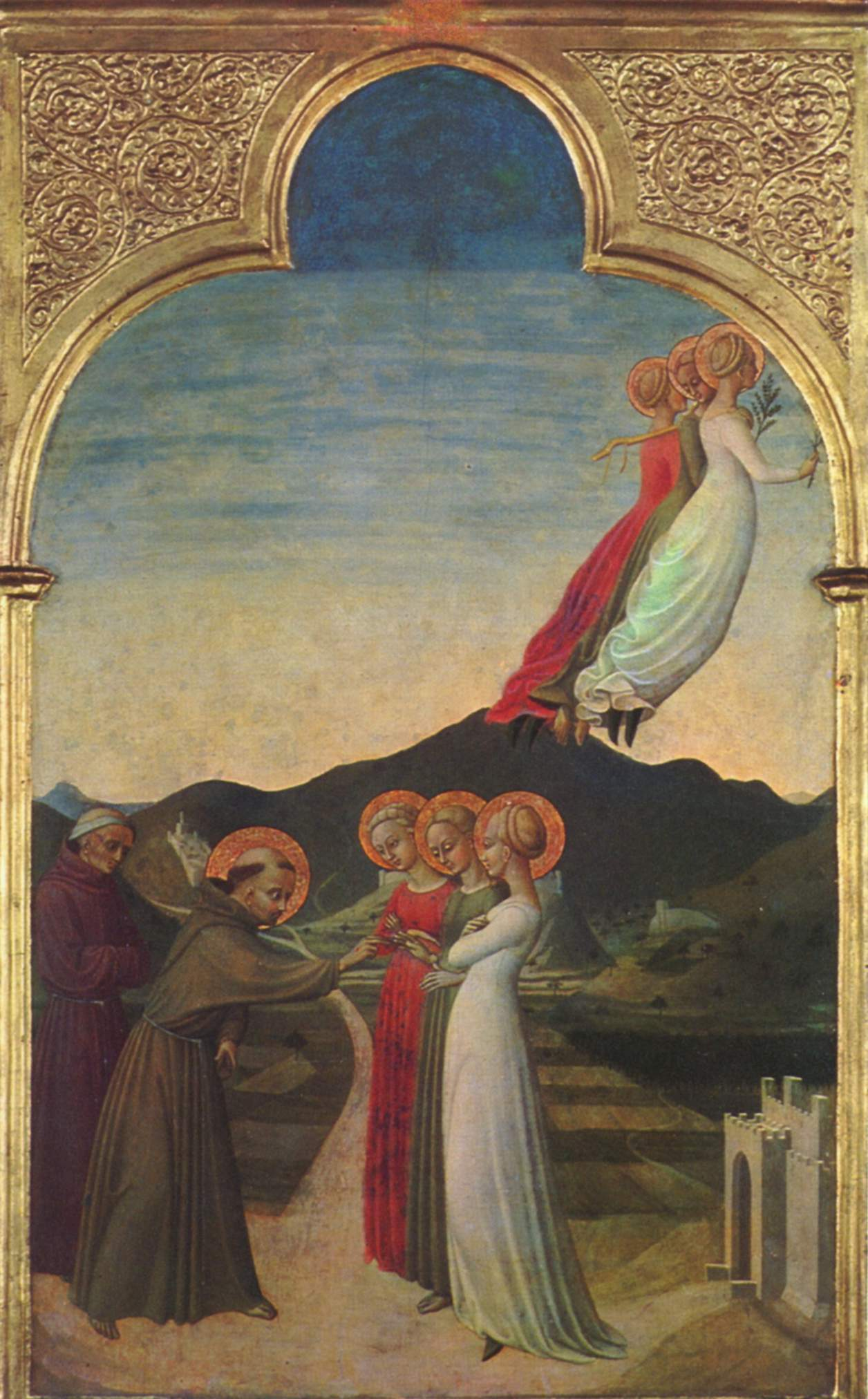
Le Mariage mystique de saint François d'Assise, Sassetta

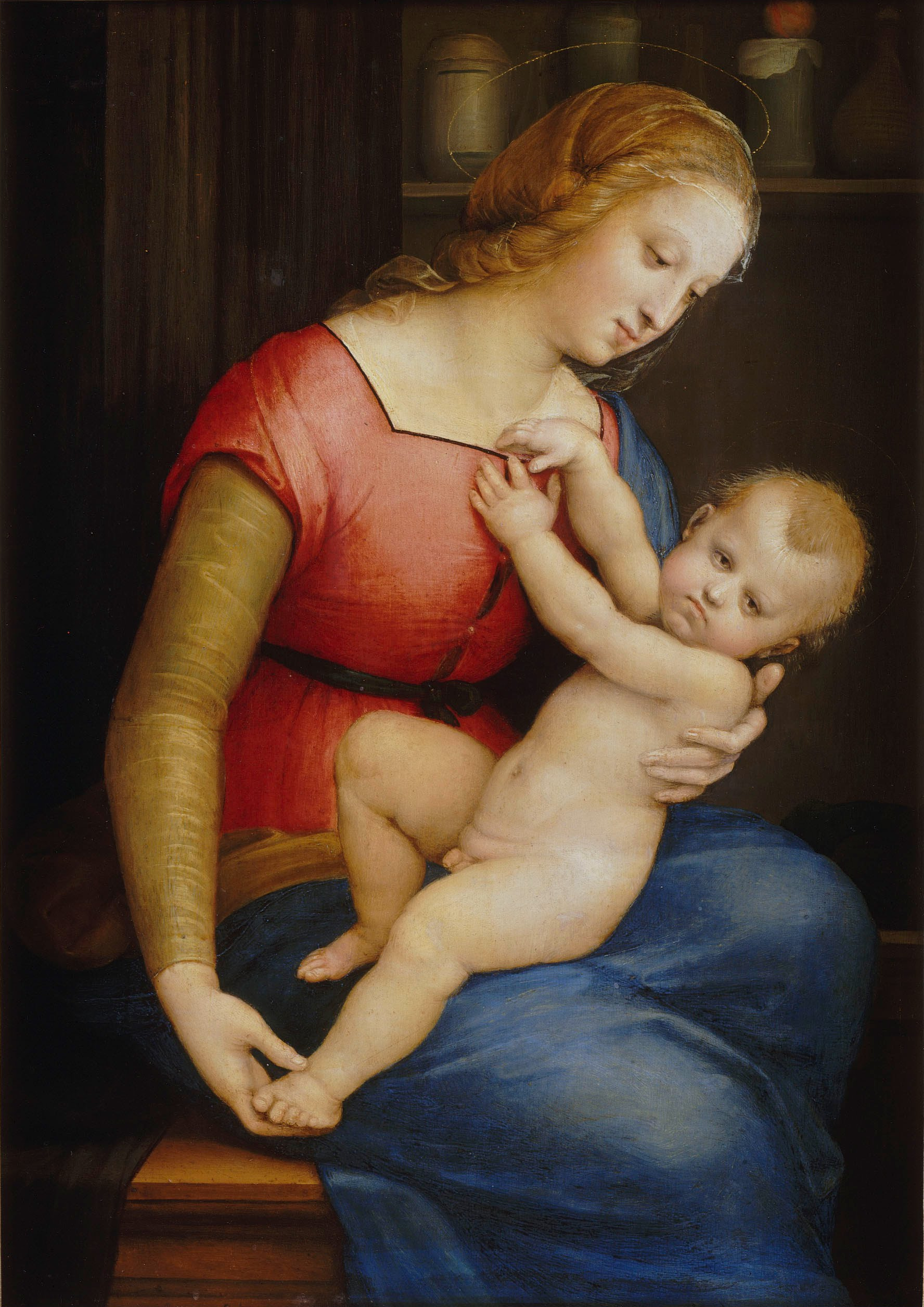
La Madone d'Orléans, Raphaël

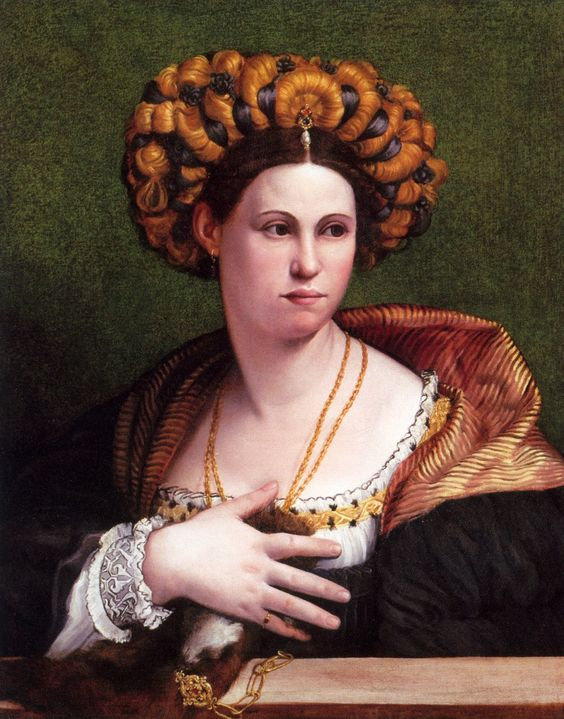
Portrait de femme, Dosso Dossi

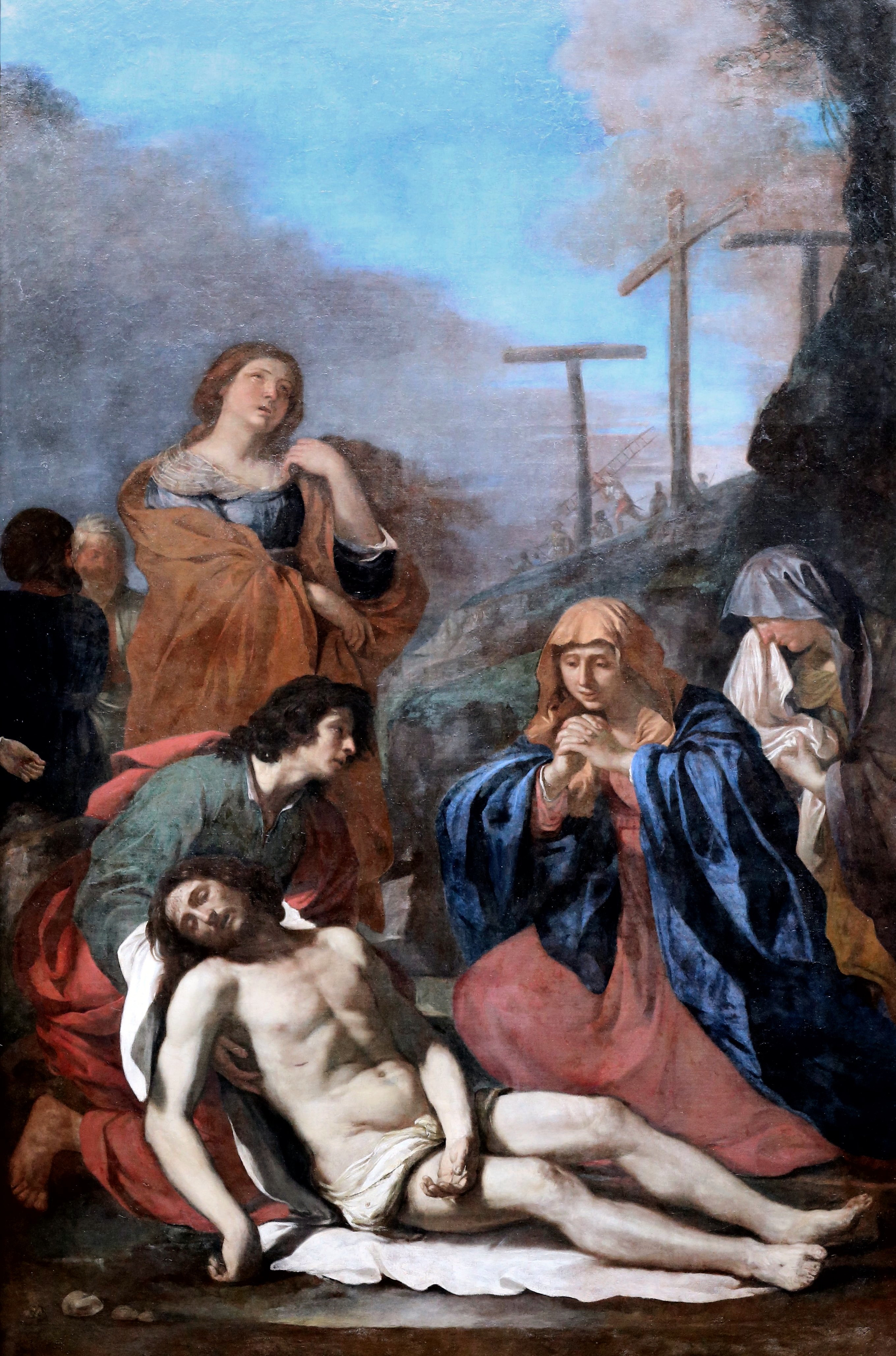
La Pietà, Le Guerchin

### Trecento
- Maso di Banco : La Dormition de la Vierge (autrefois attribué à Giotto) (vers 1320)

### Quattrocento
- Giovanni di Paolo (1403-1482) : Cinq anges dansant devant le soleil (vers 1435)
- Giovanni del Ponte (1385-1438) : Couronnement de la Vierge, triptyque
- Sassetta (1391-1450) : Le Mariage mystique de saint François d'Assise (1444)
- Fra Angelico (1400-1455) : Saint Marc et Saint Matthieu (vers 1423-1425), provenant de la Pala di Fiesole, Saint Benoît à Subiaco (provenant de La Thébaïde, vers 1430-1435)
- Vecchietta (v1410-1480) : Deux Flagellants agenouillés (attribution)
- Francesco di Stefano Pesellino (1422-1457) : Adoration des mages (vers 1450)
- Fra Carnevale (?-1484) : Saint Jean Baptiste (vers 1448), La Vierge entre six anges et deux saints (vers 1440)
- Sandro Botticelli (1445-1510) : L'Automne (et atelier, vers 1490-1500)
- Le Pérugin (1445-1523) : La Vierge à l'Enfant entre saint Jérôme et saint Pierre
- Francesco Francia (1450-1517) : L'Annonciation avec saint Albert (vers 1503-1504)
- Davide Ghirlandaio (1452-1525) : La Vierge à l'Enfant (vers 1486-1490)
- Filippino Lippi (1457-1504) : Esther choisie par Assuérus (vers 1475)
- Piero di Cosimo (1462-1521) : Portrait de Simonetta Vespucci (vers 1480)

### Cinquecento
- Bartolomeo da Urbino (1465-1534) : saint Jean-Baptiste
- Niccolò Pisano : Vierge à l'Enfant entre saint François, saint Antoine et deux donateurs (vers 1510)
- Francesco da Cotignola : Vierge à l'Enfant en trône entre saint Jean Baptiste et saint Sébastien (vers 1510)
- Antonio del Ceraiolo : Sainte Marie-Madeleine (vers 1510-1515)
- Giampietrino : Tête de femme
- Marco d'Oggiono (1475-1540) : Sainte Barbe (avant 1515)
- Bernardino Luini (1480-1532) : Buste de jeune fille les cheveux détachés, L'Enfant Jésus, sauveur du monde (?) (vers 1520), La Nativité (atelier, après 1525)
- Palma l'Ancien (1480-1528) : La Vierge, l'enfant Jésus, saint Pierre, saint Jérôme et un donateur (1508-1510)
- Ludovico Mazzolino (1480–1528) : Ecce Homo (vers 1524), La Vierge, l'Enfant Jésus et saint Antoine abbé dans un paysage (1525)
- Raphaël (1483-1520) : Les Trois Grâces (vers 1505), La Madone de la maison d'Orléans (1506), La Vierge de Lorette (1509-1510)
- Titien (1489-1576) : Ecce Homo (atelier, après 1547)
- Dosso Dossi (1489-1542) : Portrait de femme
- Girolamo Mazzola Bedoli (1500-1569) : Le Sommeil de Cupidon (vers 1555)
- Perin del Vaga (1501-1547) : Sainte Famille (et atelier)
- Pier Francesco Foschi (1502-1567) : Portrait d'Andrea del Sarto (vers 1525)
- Jacopino del Conte (1510-1598) : La Mise au tombeau (1548-1550)
- Giovanni Battista Moroni (1520-1578) : Portrait d'Angelica Agliardi de Nicolinis et Portrait de Bonifacio Agliardi (1565)
- Paul Véronèse (1528-1588) : Mars et Vénus (atelier, vers 1580)
- Sofonisba Anguissola (1532-1625) : Portrait de femme (ou Autoportrait ?) (vers 1560)
- Alessandro Allori (1535-1607) : Un ange montre à saint François d'Assise le Christ détaché de la croix (1583), Vierge à l'Enfant avec sainte Élisabeth (1603)
- Federico Barocci (1535-1612) : La Sainte Famille au chat (et atelier) (1574-1577), Les Adieux du Christ à sa mère (1612)
- Scipione Pulzone (1550-1595) : Portrait d'homme (1578)
- Annibale Carracci (1560-1609) : L'Ange Gabriel dans une gloire d'anges musiciens et de chérubins, Vénus endormie avec des amours (1602-1603), La Nuit, L'Aurore et quatre figures de putti.

### Seicento
- Guido Reni (1575-1662) : Vierge à l'Enfant entourée d'anges (1631-1632) (et atelier)
- Leonello Spada (1576-1622) : Le Christ couronné d'épines (vers 1614-1616)
- Le Dominiquin (1581-1641) : La Lapidation de saint Étienne (1605-1607)
- Le Guerchin (1591-1666) : La Pietà
- Guido Cagnacci (1601-1663) : L'Enfant Jésus endormi, saint Jean Baptiste et Zacharie (1630-1640) (attribution)
- Giovanni Battista Salvi (1609-1685) : La Sainte Famille (vers 1640-1650)
- Mattia Preti (1613-1699) : Ecce Homo (vers 1656 ou 1666)
- Salvator Rosa (1615-1673) : 9 peintures dont Daniel dans la fosse aux lions (1662), Paysage avec des pêcheurs (1660-1665) et Le Portement de croix (1662-1673)
- Pietro Montanini (1628-1689) : Paysage avec la tentation du Christ (vers 1680)

### Settecento et Ottocento
- Francesco Casanova (1727-1802) : Choc de cavalerie (1769)
- Giovanni Battista Lampi (1751-1830) : Portrait de la tsarine Maria Féodorovna
- Alceste Campriani (1848-1933) : Baie de Naples (1880)

## École flamande

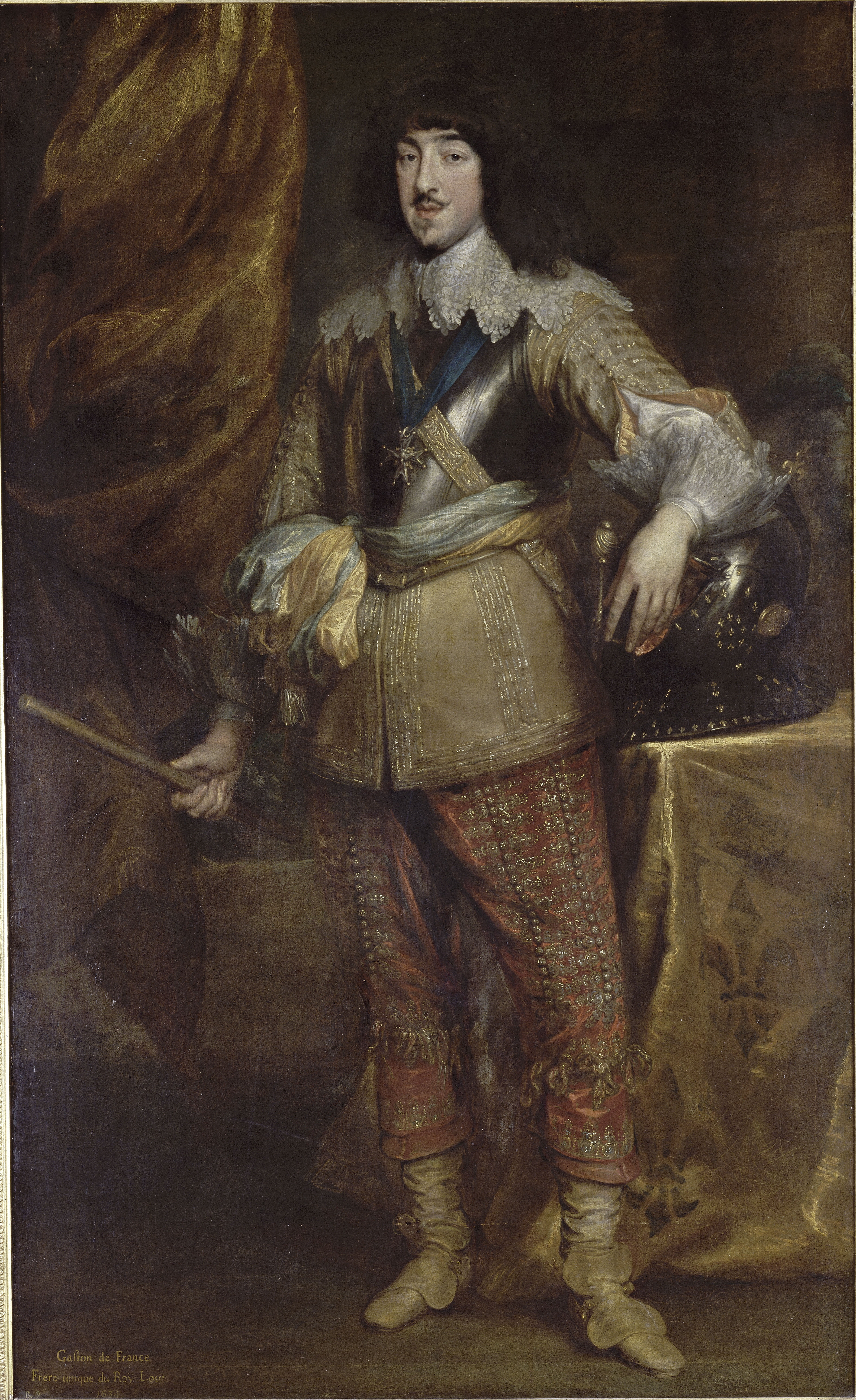
Portrait de Gaston de France, Antoine van Dyck

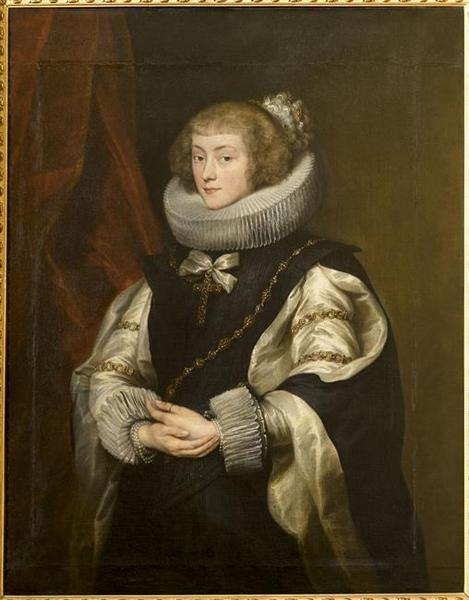
Portrait d'une dame, Antoine van Dyck

- Atelier flamand proche de Rogier van der Weyden : Le diptyque de Jeanne de France ou Saint Jean-Baptiste à la Vierge et l'enfant et Crucifixion
- Maître de la Légende de sainte Marie-Madeleine : Sainte Marie-Madeleine
- Entourage de Hans Memling (1435-1494) : Antoine, Grand bâtard de Bourgogne
- Pieter Pourbus (1523-1584) : Portrait d'homme (dit autrefois Gaspard de Coligny)
- Denis Calvaert (1540-1619) : Noli me tangere
- Frans Pourbus le Jeune (1569-1622) : Portrait d'Henri IV (1610)
- Frans Francken II (1581-1642) : Ecce Homo, le Christ livré aux juges (vers 1630)
- Antoine van Dyck (1599-1641) : Portrait de Gaston de France, duc d'Orléans (1634), Portrait d'une dame, 1626 (anciennement Portrait de la princesse de Barbançon), Portrait du Comte Henri de Berghe (Réplique autographe de la version du Prado)[1]
- Juste d'Egmont (1601-1674) : quatre Portraits du Grand Condé, Portrait de Françoise Angélique de la Mothe Houdancourt, duchesse d'Aumont (entre 1669 et 1679)
- David Teniers le Jeune (1610-1690) : Portrait du Grand Condé (1653)
- Paul-Joseph Delcloche (1716-1755) : L'Annonciation (1755)

## École hollandaise
- Anthonis Mor (1519-1576) : Jésus-Christ ressuscité entouré de saint Pierre, saint Paul et deux anges (1564)
- Mathias Stomer (1600-1650) : Sarah présentant Agar à Abraham
- Jacob van Loo (1614-1670) : Allégorie de la Richesse (vers 1650), Thomas Corneille (1665-70)
- Allaert van Everdingen (1621-1675) : Tempête par un temps de neige (vers 1650)
- Jacob van Ruisdael (1628-1682) : La plage et les dunes de Scheweningen
- Willem van de Velde le Jeune (1633-1707) : La Mer par un temps calme (1671)
- Melchior d'Hondecoeter (1636-1695) : Oiseaux de basse-cour

## École anglaise

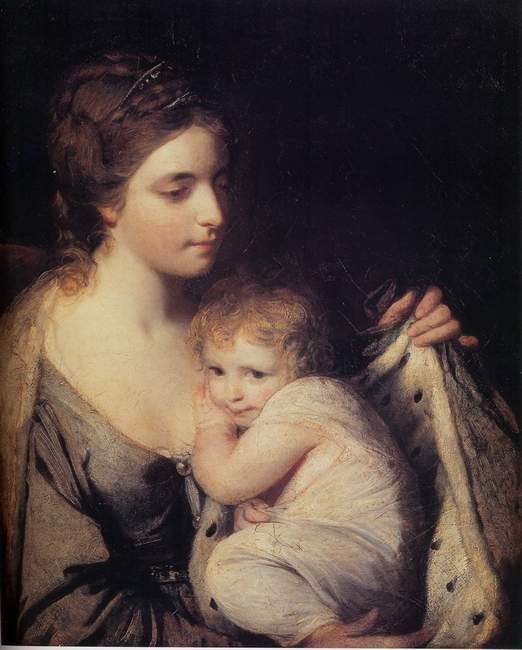
Les Deux Waldegrave, Joshua Reynolds

- Joshua Reynolds (1723-1792) : Les Deux Waldegrave (vers 1761), Portrait de Louis-Philippe d'Orléans (vers 1779 - copie ancienne)
- Samuel William Reynolds (1773-1835) : Le Pont de Sèvre, vu des bords du parc de Saint-Cloud (entre 1826 et 1835)
- Edward Lear (1812-1888) : Coucher de soleil sur l'île de Phile (1861)

## École allemande
- Bartholomaeus Bruyn le Vieux (1493-1555) : Catherine de Bore
- Hans Holbein le Jeune (1497-1543) : Jean Bugenhagen (1538 - attribution)
- Heinrich Aldegrever (1502-1558) : Autoportrait
- Jacob Philipp Hackert (1737-1807) : Le roi Ferdinand Ier chassant le sanglier à Carditello (1783)
- Joseph Rebell (1787-1828) : 10 tableaux représentant des vues de Naples, de son golfe et de ses environs (1813-1815)
- Franz Xaver Winterhalter (1805-1873) : Le Duc de Chartres, professeur à Reichenau, Le duc d'Aumale en chef de bataillon du XVIIe léger (vers 1840)
- Oswald Achenbach (1827-1905) : Dans les Abruzzes (1963)

## École espagnole
- Antonio de Pereda (1611-1678) : Le Cantique de saint Siméon
- Bartolomé Esteban Murillo (1618-1682) : Saint Joseph et l'enfant jésus

## École française

### XVeetXVIesiècles

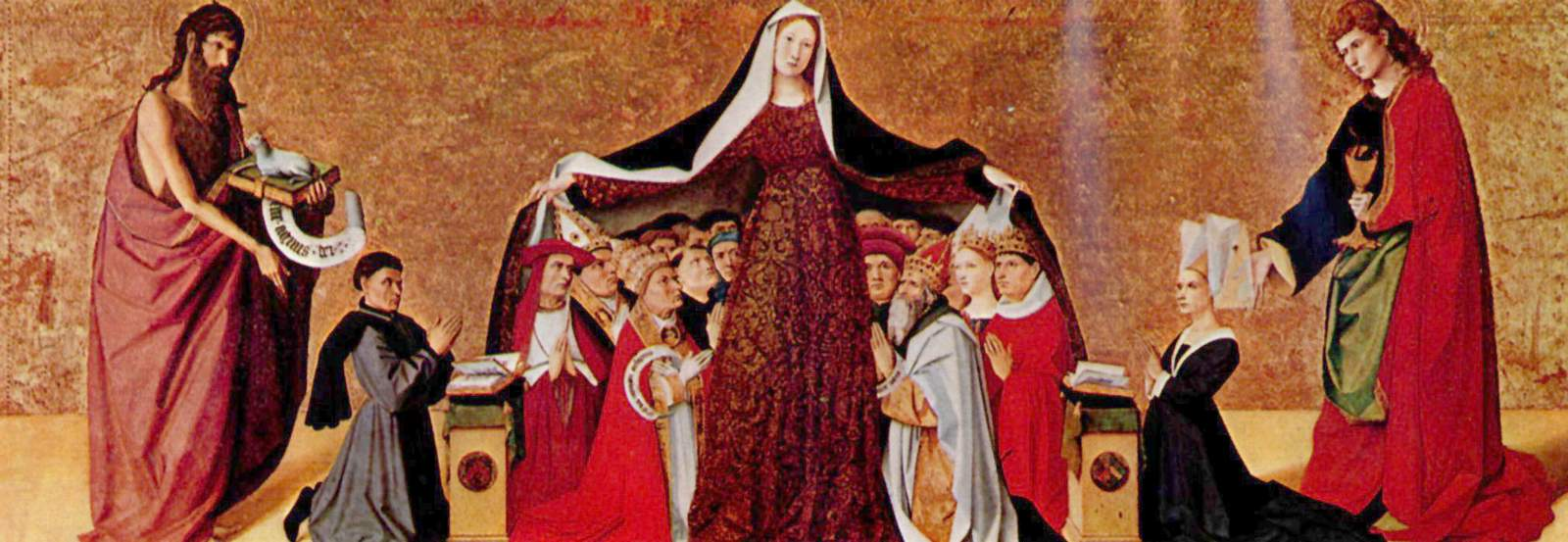
La Vierge de miséricorde de la famille Cadard, Enguerrand Quarton

- Enguerrand Quarton (1412-1466) et Pierre Villate : La Vierge de miséricorde de la famille Cadard (vers 1452)
- Maître de Saint Gilles : Portrait d'un homme et d'une femme (entre 1490 et 1520)
- François Clouet (1515-1572) : deux portraits attribués, Jeanne d'Albret, Odet de Coligny et des portraits d'atelier, Henri II de France, Catherine de Médicis, Charles IX de France.
- Corneille de Lyon (1500-1574) : portraits de Catherine de Médicis, Gabriel de Rochechouart, Marguerite de France, Le Dauphin François, Hercule François de France
- Germain Le Mannier (actif entre 1537-1559) : Portrait de Charles IX à trois ans jouant avec un chat (1553)
- Jean Decourt (1530-1575) : Portrait d'Henri III avant son avènement, Portrait d'Albert de Gondi

### XVIIesiècle

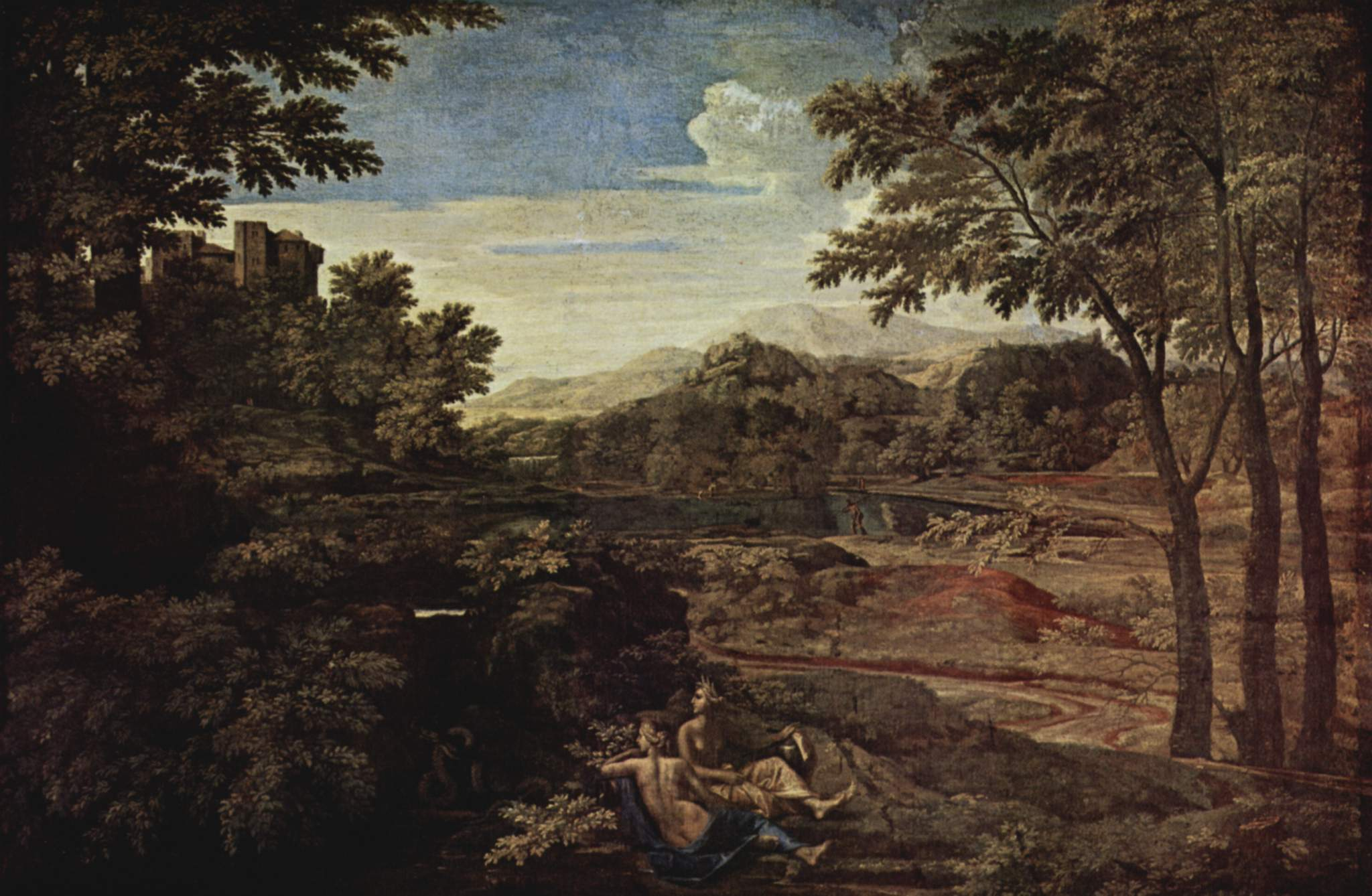
Paysage aux deux nymphes, Nicolas Poussin

- François Quesnel (1543-1616) : Portrait présumé de Martin Ruze (avant 1612) (attribution)
- Daniel Dumonstier (1574-1646) : François de l'Aubépine, marquis d'Hauterive
- Trophime Bigot (1579-1650) : Le Repas d'Emmaüs
- Charles Mellin (1597-1649) : L'Annonciation (vers 1627 ou 1641) (attribution)
- Nicolas Poussin (1594-1665) : Le Massacre des Innocents (vers 1625-1629), Paysage aux deux nymphes (vers 1659), Numa Pompilius et la nymphe Egérie (vers 1631-1633), Thésée retrouve l'épée de son père (vers 1638), L'enfance de Bacchus (vers 1630)
- Jacques Stella (1596-1657) : Louis II de Bourbon, duc d'Enghien (vers 1643)
- Philippe de Champaigne (1602-1674) : Portrait de la Mère Angélique Arnaud, Portrait du Cardinal Mazarin
- Pierre Mignard (1612-1695) : Le Cardinal Mazarin, Madame Deshoulières, Molière
- Gaspard Dughet (1615-1675) : Paysage (Vue de la campagne de Rome) (vers 1650-1660), et 2 Paysages (vers 1635)
- Claude Lefèbvre (1637-1675) : Portrait présumé de Claude-Emmanuel Lhuillier, dit Chapelle
- Marc Nattier (1642-1705) : Portrait de Mademoiselle de Nantes  (vers 1690) (attribué)
- François de Troy (1645-1730) : Angelo Constantini dans le rôle de Mézetin (avant 1694)
- Louis de Boullogne (1654-1733) : Le Comte de Toulouse en habit de novice du Saint-Esprit (1693) (attribution)
- Nicolas de Largillierre (1656-1746) : Mademoiselle Duclos de Châteauneuf (1712), La Princesse Palatine en Source, Portrait présumé de Anne-Thérèse de Marquenat de Courcelles
- Martin des batailles (1659-1735) : La ville et le siège d'Aire, La ville et le siège de Senef
- Alexandre-François Desportes (1661-1743) : série de trois portraits de chiens : Baltazar, Briador et Fanfarant
- Jean-Baptiste Jouvenet (1664-1717) : La Présentation au temple

### XVIIIesiècle

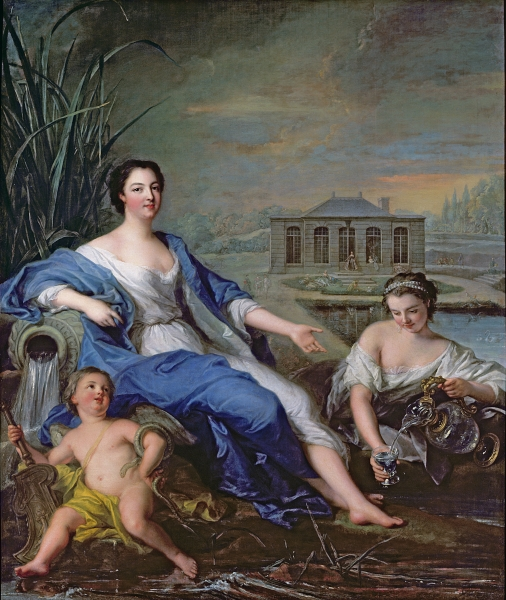
Portrait de Mademoiselle de Clermont aux eaux minérales de Chantilly, Jean-Marc Nattier

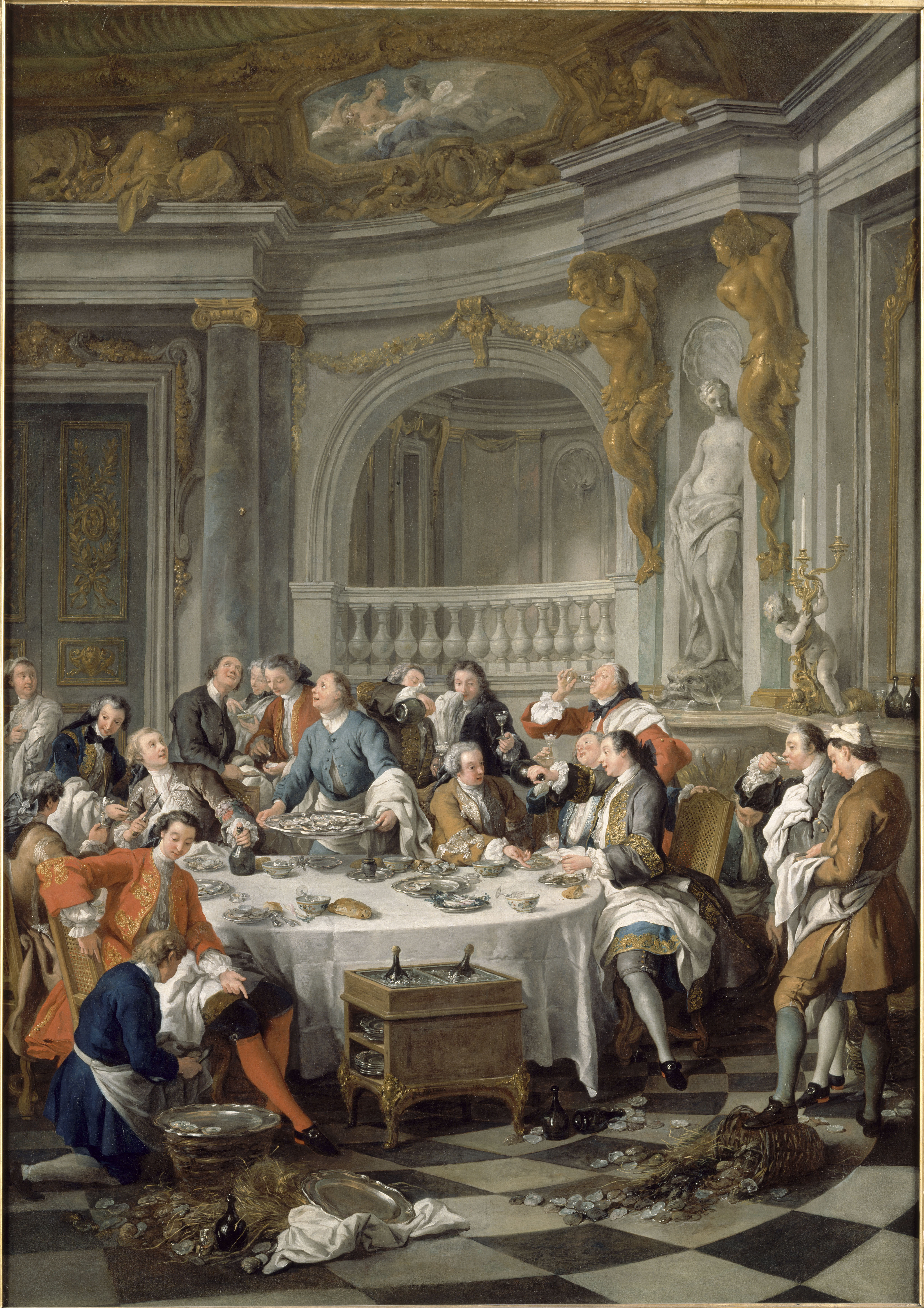
Le Déjeuner d'huîtres, Jean-François de Troy

- Pierre Gobert (1662–1744) : Portrait de Louis Henri de Bourbon Condé, Portrait de Louise-Françoise de Bourbon, en habit de deuil noir et blanc (1737)
- Alexis Grimou (1678-1733) : Portrait présumé de l’acteur Lakain
- Jean-François de Troy (1679-1745) : Le Déjeuner d'huîtres (1735)
- Nicolas Lancret (1690-1743) : Le Déjeuner de jambon (1735)
- Antoine Watteau (1684-1721) : Le Donneur de sérénades (vers 1715), L'Amante inquiète (vers 1717-1720), Le Plaisir pastoral (vers 1716), L'Amour désarmé (vers 1715)
- Jean-Marc Nattier (1685-1766) : Portrait de Mademoiselle de Clermont aux eaux minérales de Chantilly (1729), Portrait de Louis Henriette de Bourbon Conti, Duchesse d'Orléans, en Hébé (1732), Portrait de Charlotte Elisabeth Godefred de Rohan Soubise, princesse de Condé (1754)
- Jean-Baptiste Oudry (1686-1755) : Hallali du renard, Hallali du loup (1725)
- Pierre Subleyras (1699-1749) : Portrait du Pape Benoît XIV (vers 1745)
- Charles-Joseph Natoire (1700-1777) : Autoportrait
- Jacques Dumont (1701-1781) : La Nativité
- Joseph Aved (1702-1766) : Portrait d'homme en habit gris et gilet rouge (avant 1740), Portrait d'homme en habit gris (après 1750)
- Joseph-Siffred Duplessis (1725-1802) : La Duchesse de Chartres en présence du vaisseau le Saint-Esprit emportant le duc de Chartres au combat d'Ouessant (vers 1777-1778) Portrait de Madame Denis, nièce de Voltaire (vers 1778), Portrait du comte de Provence (1778)
- Jean-Baptiste Greuze (1725-1805) : Jeune fille, Jeune garçon, Le Tendre désir, La Surprise
- François-Hubert Drouais (1727-1775) : Portrait de la Marquise de Pompadour, Madame la Dauphine Marie-Antoinette, en Hébé (1773)
- Jean-Baptiste Le Paon (1736-1785) : Épisode de la guerre de sept ans
- François-Joseph Bélanger (1745-1818) : Chasse du duc d'Orléans au Thillay, 23 janvier 1786
- Henri-Pierre Danloux (1753-1808) : 2 Portraits de Louis-Henry-Joseph de Bourbon
- Michel Garnier (1753-1819) : Portrait de Louis-Philippe-Joseph d'Orléans, duc de Chartres, en costume de Grand-Maître des Francs-Maçons (vers 1777)
- Carle Vernet (1758-1836) : Le duc d'Orléans et son fils, le duc de Chartres, à un rendez-vous de chasse en 1787
- Nanine Vallain (1772-1815) : Portrait de Louis-Antoine-Henry de Bourbon-Condé duc d'Enghien (vers 1788)

### XIXesiècle

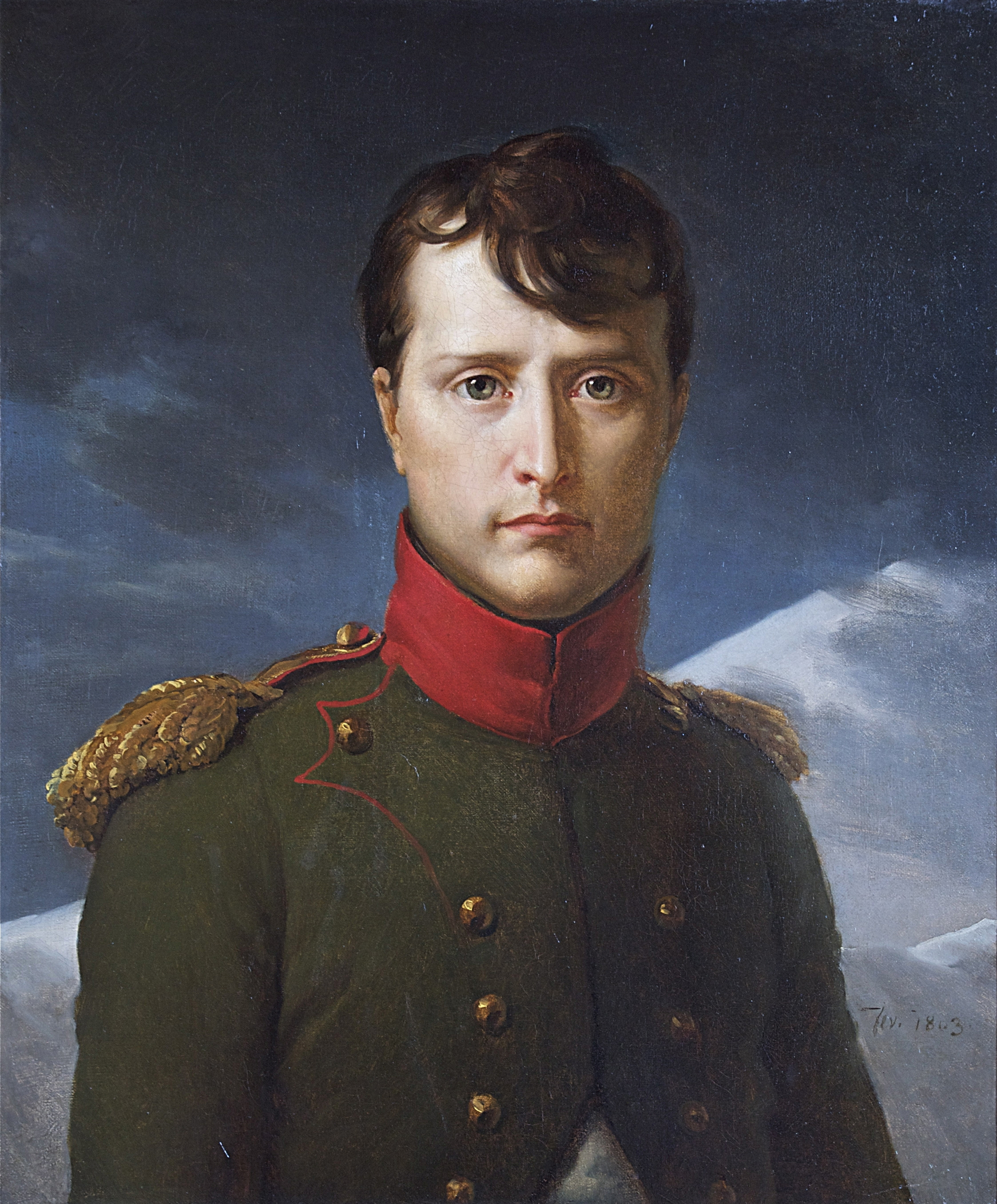
Portrait de Napoléon Bonaparte, François Gérard

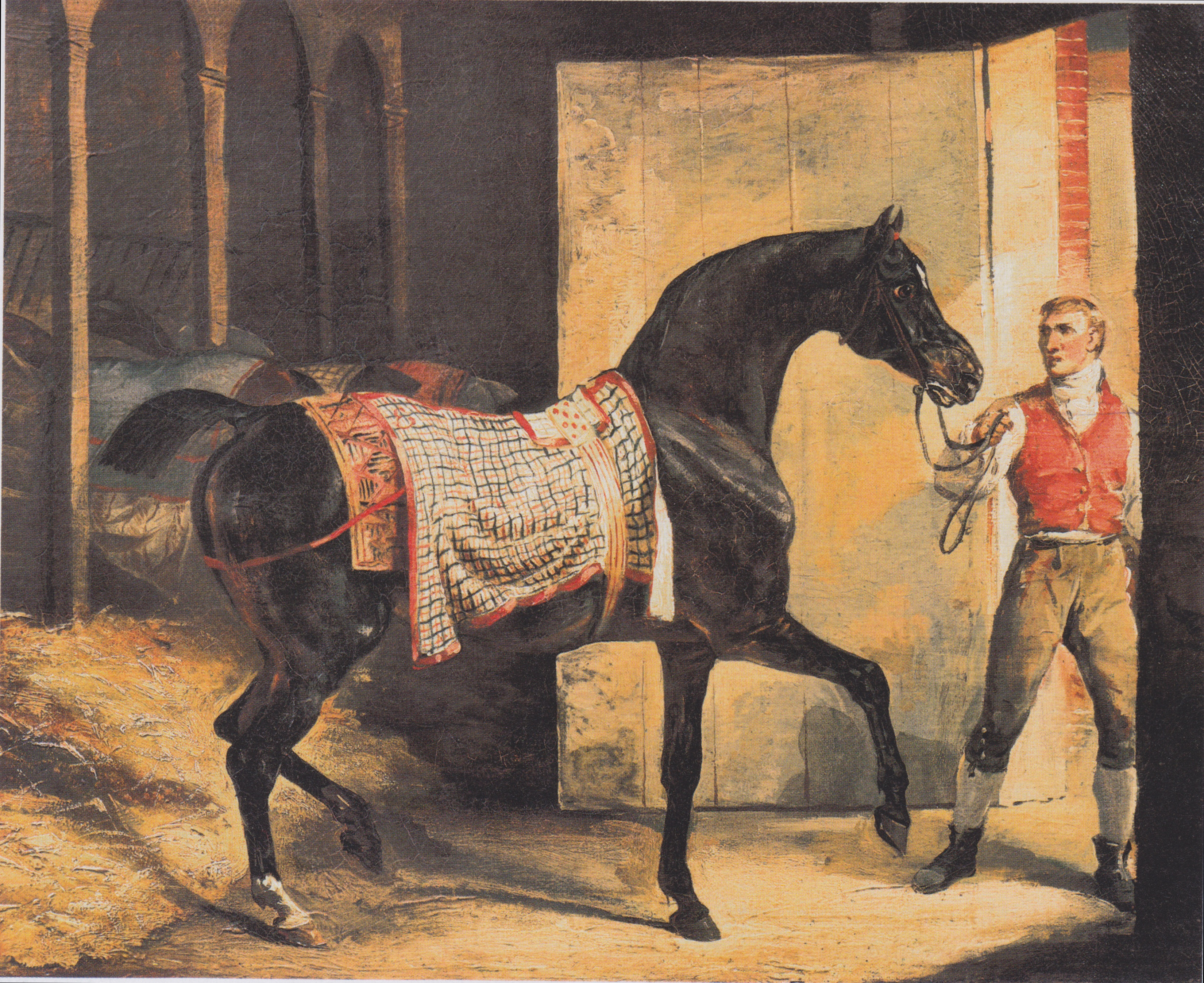
Cheval sortant de l'écurie, Théodore Géricault

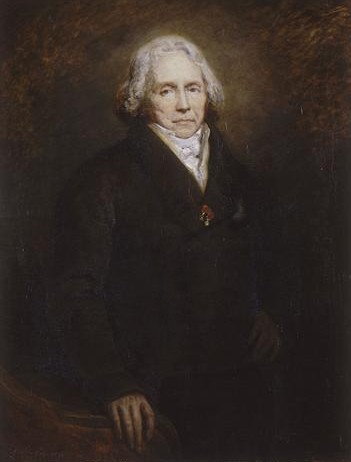
Portrait de Talleyrand, Ary Scheffer

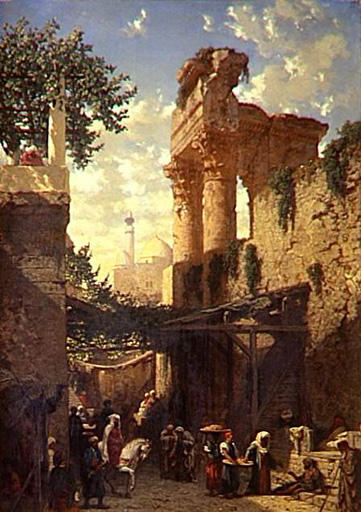
Une rue au Caire, Prosper Marilhat

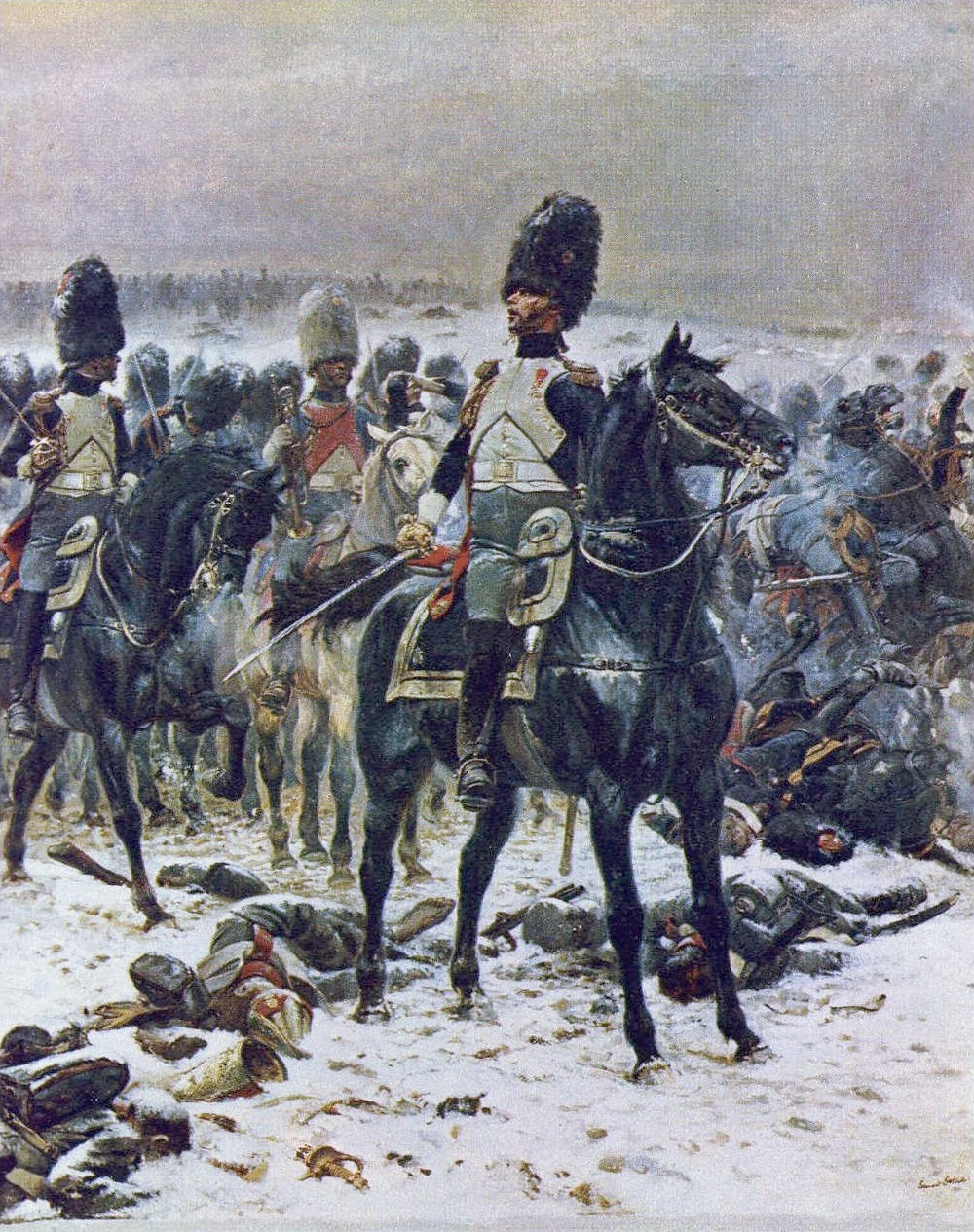
Les Grenadiers à cheval à Eylau : haut les têtes, Édouard Detaille

- Pierre-Paul Prud'hon : L'Abondance, Le flambeau de Vénus, dit Hommage à la Beauté (vers 1808), Vénus et l'Amour endormis, caressés et réveillés par les Zéphyrs
- Louis-Léopold Boilly : L'intérieur d'un café, dit aussi La partie de dames au café Lamblin au Palais-Royal (vers 1824)
- François Gérard (1770-1837) : Portrait de Napoléon Bonaparte Premier Consul, Les trois âges, Portrait de la duchesse d'Orléans (1817)
- Antoine-Jean Gros (1771-1835) : Bonaparte et les pestiférés de Jaffa (vers 1802), esquisse du tableau conservé au musée du Louvre (1804)
- Louis Hersent (1777-1860) : Portrait de Marie-Amélie d'Orléans (vers 1827-1829)
- Jean-Auguste-Dominique Ingres (1780-1867) : Autoportrait à vingt-quatre ans, Portrait de madame Duvaucey, Vénus anadyomène, La Maladie d'Antiochus et Françoise de Riminy
- Édouard Pingret (1788-1875) : Portrait d'Ahmer Ben-Ferruch (1843)
- Louis Nicolas Lemasle (1788-1876) : Intérieur d’église, tombeau de Sannazar à Naples, Le marquis de Saint-Clair (1816)
- Horace Vernet (1789-1863) : Le Duc d'Orléans demandant l'hospitalité aux religieux du Petit Saint-Bernard (avant 1819), Le Parlementaire et les Medjeles (1834), Leçon de violon du comte de Paris (1842), Portrait du duc d'Orléans (1819)
- Théodore Géricault (1791-1824)  : Cheval sortant de l'écurie (avant 1824)
- Nicolas-Toussaint Charlet : Soldat de la République
- Louis Léopold Robert (1794-1835) : La Confidence (1830), Le Lendemain du tremblement de terre (1830)
- Ary Scheffer (1795-1858) : Portraits de Talleyrand, Marie d'Orléans, du duc d'Orléans, de Marie-Amélie, de Louis-Philippe
- Achille Etna Michallon (1796-1822) : Vue de la ville et du golfe de Salerne (vers 1817-1822)
- Jean-Baptiste Camille Corot (1796-1875) : Le Concert champêtre (1857)
- Paul Delaroche (1797-1856) : Descente de croix (1822), L'Assassinat du duc de Guise (1834)
- Joseph-Désiré Court (1797-1865) : Portrait de la princesse Louise d'Orléans, reine des Belges (vers 1835)
- Joseph-Nicolas Robert-Fleury (1797-1890) : Portrait du duc d’Aumale à l’âge de neuf ans (1831), Portrait du duc de Montpensier à l’âge de sept ans (1831)
- Eugène Delacroix (1798-1863) : Corps de garde à Meknès, L'entrée des Croisés à Constantinople, Les Deux Foscari
- Pierre Thuillier (1799-1858) : Paysage d'Auvergne (av.1848)
- Hippolyte Bellangé (1800-1866) : Porte drapeau de la République (1836), Prise de la smalah d'Abd-el-Kader le 16 mai 1843 à Taguin (Algérie) (1847)
- Eugène Lami (1800-1890) : La Duchesse d'Aumale (vers 1846), La Princesse de Joinville (vers 1846)
- Camille Roqueplan (1802-1855) : Vue du val fleuri
- Théodore Gudin (1802-1880) : Vue du pont suspendu du parc de Neuilly (1831), Escadre française devant le Tréport (1858)
- Alexandre-Gabriel Decamps (1803-1860) : 12 tableaux dont : Paysage turc (1833), Rebecca à la fontaine (1848)
- Auguste Jugelet (1805-1874) : Accident survenu à la famille royale dans une promenade au Tréport (vers 1843)
- Louis Godefroy Jadin (1805-1882) : Hallali du cerf aux étangs de Commelles
- Adrien Dauzats (1808-1868) : Expéditions des portes de fer (vers 1840), Place du gouvernement à Alger (1849)
- Victor Mottez (1809-1897) : La Duchesse d'Aumale et son fils (1851), Portrait du duc d'Aumale à Twickenham (1853), Zeuxis choisissant un modèle pour Hélène (1859)
- Alfred de Dreux (1810-1860 : Chien de M. le duc d'Aumale (1853)
- Prosper Marilhat (1811-1847) : Souvenir de la campagne de Rosette (vers 1835), Une rue au Caire (vers 1840), Arabes syriens en voyage (vers 1844)
- Édouard Auguste Nousveaux (1811-1867) : Campement au Sénégal
- Jules Dupré (1811-1889) : Le port Saint-Nicolas à Paris, Soleil couchant
- Théodore Rousseau (1812-1867) : Crépuscule en Sologne, Fermes normandes, Paysage
- Antoine Claude Ponthus-Cinier (1812-1885) : La Villa Pamphili (1844), Le Valromey
- Louis-Nicolas Cabat (1812-1893) : Pré à Bercenay-en-Othe (vers 1893)
- Henri Lehmann (1814–1882) : Madame Henry Lehman (1866)
- Louis Français (1814-1897) : Vue du hameau (Parc de Chantilly) (1846)
- Ernest Meissonier (1815-1891) : La Vedette des dragons sous Louis XV (1863), 1805, Les Cuirassiers avant la charge (1878)
- Henri Baron (1816-1885) : Chantilly au XVIe siècle, la pêche (1846)
- Charles-François Daubigny (1817-1878) : Péniches à Bezons, Vue du château de Saint-Cloud
- Ernest Hébert (1817-1908) : La Malaria (avant 1850)
- Charles Jalabert (1819-1901) : Portrait du duc d'Aumale (vers 1865), Portrait de la reine Marie-Amélie (1880), Portrait du duc de Guise (vers 1865), Portrait de Henri d'Orléans (1866), Portrait de Marie-Caroline de Bourbon-Siciles (1866)
- Eugène Lavieille (1820-1889) : Fontainebleau, bouleaux et pins (1873), Fontainebleau, cerf au repos sous une futaie (1873)
- Eugène Fromentin (1820-1876) : La chasse au héron (Algérie)
- François Léon Benouville (1821-1859) : Sainte Claire recevant le corps de saint François d'Assise (1858)
- Rosa Bonheur (1822-1899) : Berger des Pyrénées donnant du sel à ses moutons
- Jean-Léon Gérôme (1824-1904) : Suites d'un bal masqué (1857)
- Paul Baudry (1828-1886) : 16 peintures de décoration architecturale dont Amours portant les attributs de Minerve, Diane au repos (1858), Enlèvement de Psyché, L'Ivresse de Noé, Vénus jouant avec l'Amour
- Armand Bernard (1829-1894) : 8 peintures des voussures de la tribune
- Charles-Olivier de Penne (1831-1897) : Hallali du cerf dans l'étang de Sylvie, Le Duc d'Orléans chassant à courre au bosquet de Sylvie en 1841
- Léon Bonnat (1833-1922) : 2 portraits du duc d'Aumale, portrait de Louis Bernier
- Alphonse de Neuville (1836-1885) : Combat sur la voie ferrée (Armée de la Loire) (1874)
- Jean-Paul Laurens (1838-1921) : Le Duc d'Enghien dans les fossés de Vincennes
- Benjamin-Constant (1845-1902) : Portrait de Henri d'Orléans duc d'Aumale (1896)
- Émile Isenbart (1846-1921) : Chasseur dans un sous-bois dans le Jura (1874), Vue d'Arcier près de Besançon
- Gabriel Ferrier (1847-1914) : Le duc d'Aumale au cabinet des livres au château de Chantilly (avant 1887)
- Édouard Detaille (1848-1912) : Les Grenadiers à cheval à Eylau : haut les têtes (1893)
- Frédéric Montenard (1849-1926) : Marine